# Salix atrocinerea
El sauce cenizo o zalce (Salix atrocinerea), es una especie de arbusto o arbolito perteneciente a la familia de las salicáceas.

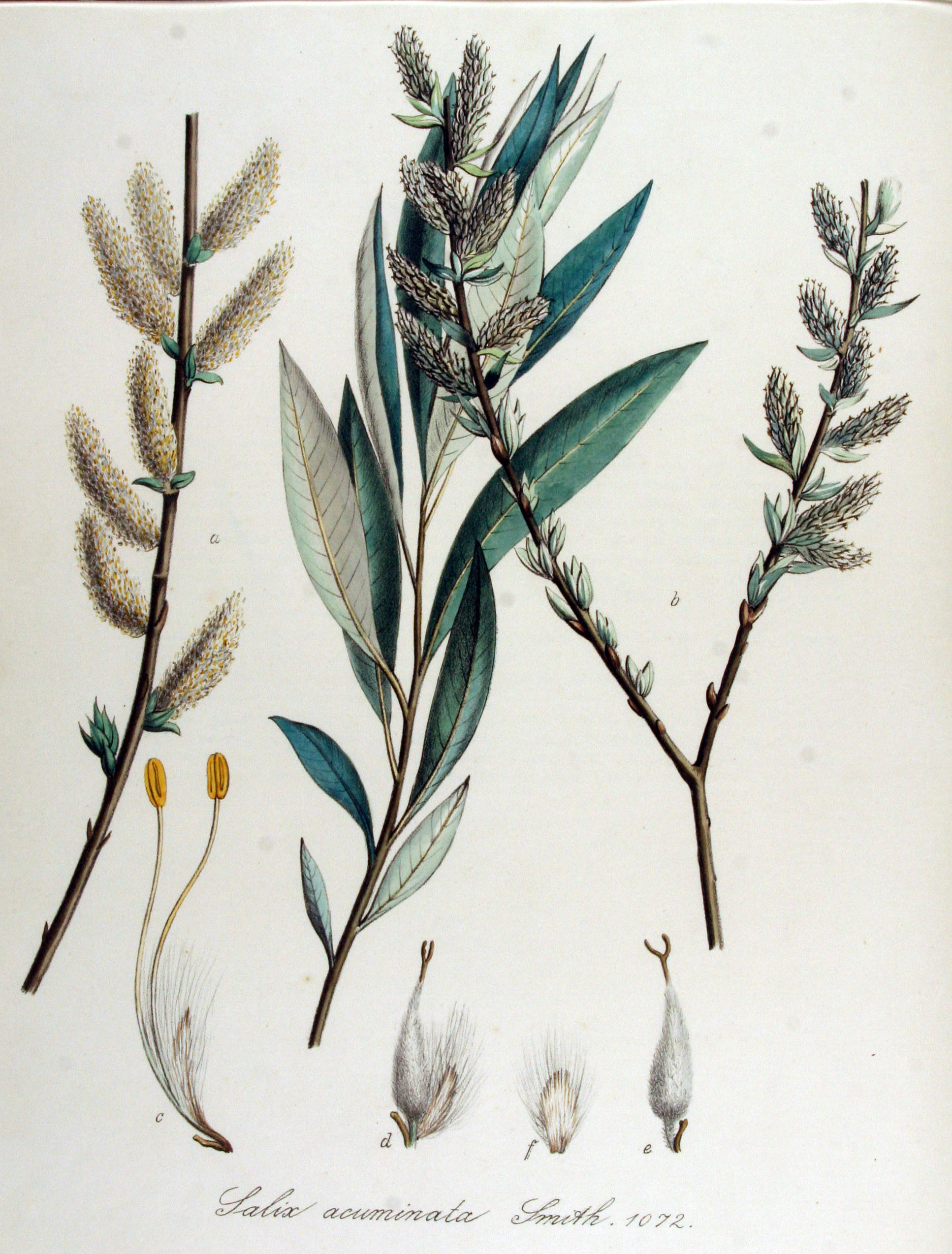
Ilustración.

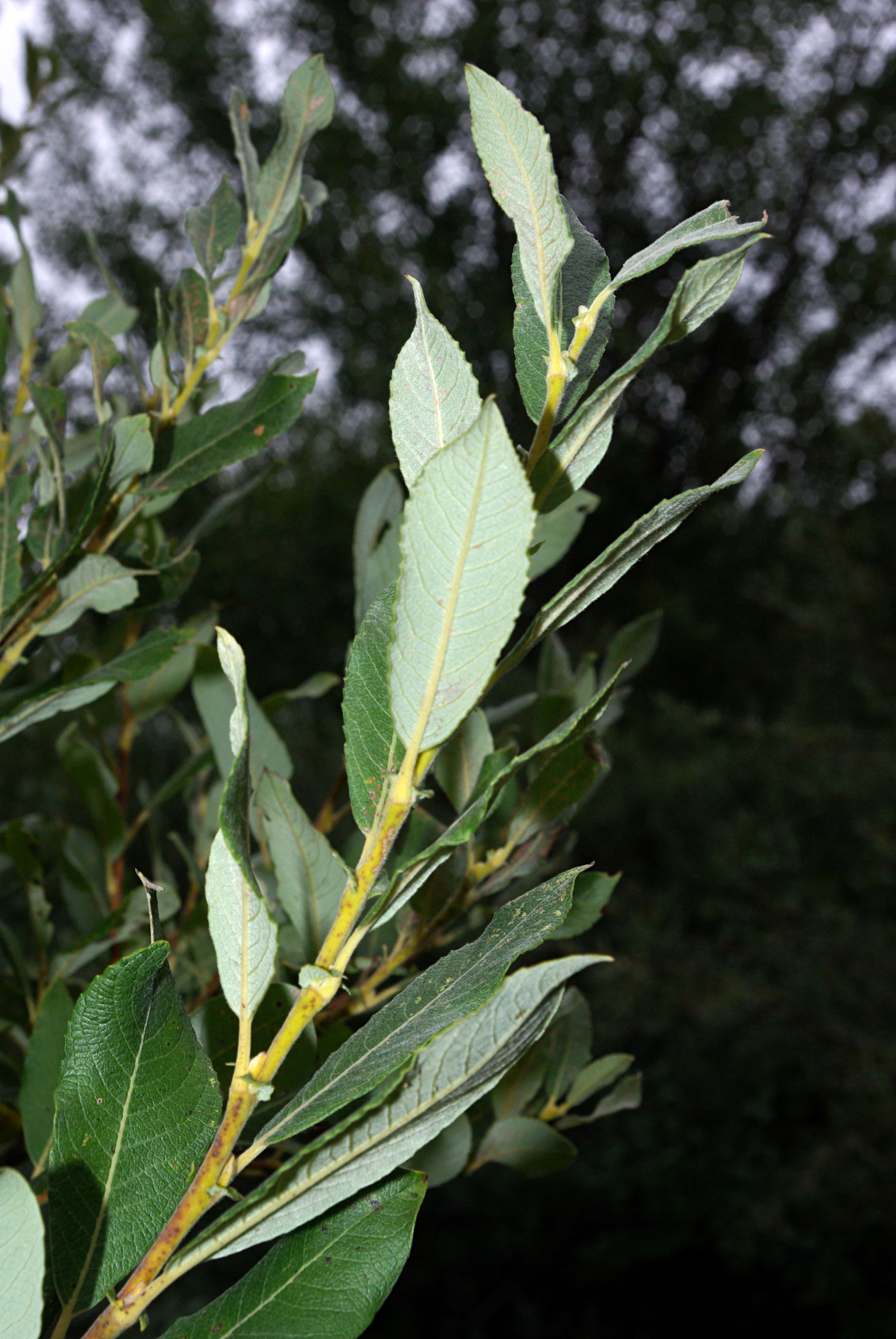
Detalle de las hojas.

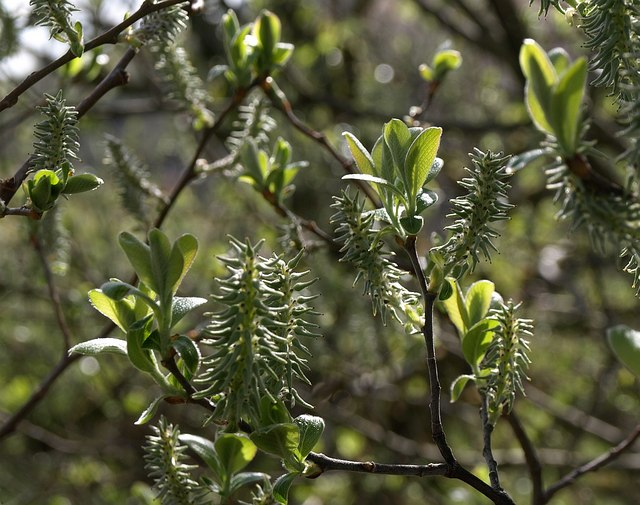
Detalle de la planta.

## Descripción
Arbusto o arbolillo de hasta 22 m, con las ramas derechas y alargadas; las más jóvenes, pilosas; las de más de un año, con tendencia a hacerse lampiñas y lustrosas; corteza de color pardogrisácea o pardo oscuro, y madera -al desprenderse la corteza- con costillas longitudinales salientes. Las hojas son enteras o con dientes gruesos y poco marcados, rugosas, con los nervios prominentes, de forma aovada o lanceolada, pero algo más anchas en la parte apical; al nacer son afieltradas y muy pilosas por las dos caras, pero por el haz tienden a perder el pelo tomando un color verde oscuro; envés de color grisáceo, a menudo con pelos ferruginosos. Los pecíolos son de unos 5 a 15 mm, canaliculados por la parte superior. Las flores se disponen en amentos muy vellosos que nacen antes que las hojas; los masculinos son aovados o aovadoblongos, casi sentados, con brácteas foliáceas en la base; las brácteas del amento son de base pálida y terminación pardo-oscura, muy pilosas, cada una con dos largos estambres en su axila y un nectario alargado; los amentos femeninos son cilíndricos, con brácteas similares, cada una con un nectario y un pistilo aovado-cónico densamente piloso y con pedicelo claramente más largo que el nectario, rematado en un estilo corto con cuatro lóbulos estigmáticos. El fruto es una cápsula tomentosa que se abre en dos valvas, con semillas cubiertas de pelos blanquecinos.
Como todos los integrantes del género Salix, es muy propenso al hibridaje con otros sauces, por lo que su reconocimiento es complejo.

## Híbridos
- Salix × expectata híbrido entre Salix atrocinerea y Salix cantabrica
- Salix × quercifolia, híbrido entre Salix atrocinerea y Salix caprea
- Salix × guinieri, híbrido entre Salix atrocinerea y Salix cinerea
- Salix × mairei, híbrido entre Salix atrocinerea y Salix pedicellata
- Salix × altobracensis, híbrido ente Salix atrocinerea y Salix bicolor
- Salix × viciosorum, híbrido entre Salix atrocinerea y Salix purpurea
- Salix × secalliana, híbrido entre Salix atrocinerea y Salix salviifolia
- Salix × multidentata, híbrido entre Salix atrocierea y Salix trianda
- Salix × stipularis híbrido entre Salix atrocinerea y Salix viminalis

## Época de floración
Florece desde el mes de enero hasta marzo o abril, según la localidad, siendo la diseminación de las semillas anemócora, es decir, a través del viento, y se produce de abril a marzo.

## Ecología
Vive en terrenos frescos, con preferencia por los pobres en bases, en orillas arenosas o con gravas de ríos, arroyos y lagunas, en prados, en vaguadas y en setos con cierta humedad edáfica; se halla desde el nivel del mar hasta los 2.000 m s. n. m., hasta el piso subalpino.
En el este de la costa cantábrica de la península ibérica es frecuente observar que los híbridos de S. atrocinerea se encuentran entre las especies pioneras en hábitats alterados por el ser humano, pudiendo observarse en rellenos antrópicos puramente minerales y carentes de humedad permanente. Es uno de los primeros árboles colonizadores de estos hábitats y un importante facilitador del establecimiento de nuevas especies.

## Distribución
Su distribución europea es sobre todo atlántica, y llega hasta Inglaterra. Es muy frecuente  en la península ibérica, y se encuentra también en Córcega, pero falta en las Islas Baleares.
En África, se halla en Marruecos y en Túnez.

## Etnobotánica
Como todos los sauces, posee propiedades terapéuticas. Así, la corteza se usa como febrífugo, para tratar el reumatismo, la artritis, estados inflamatorios de estados autoinmunitarios, la gota, la disentería, la diarrea, las neuralgias y los dolores de cabeza. Las hojas se usan también como febrífugo, y sirven para tratar cólicos.

## Taxonomía
Salix atrocinerea fue descrita por Félix de Avelar Brotero y publicado en  Flora Lusitanica 1: 31. 1804.
Citología
Número de cromosomas de Salix atrocinerea (Fam. Salicaceae) y táxones infraespecíficos: 2n=76
Etimología
Salix: nombre genérico proviene del nombre latino antiguo del sauce.
atrocinerea, epíteto que proviene del adjetivo latino cinereus (ceniciento) con el prefijo atro (oscuro), en referencia al fieltro grisáceo algo sucio que cubre las hojas y las ramas jóvenes.
Sinonimia
- Salix cinerea var. atrocinerea (Brot.) O. Bolòs & Vigo[3]

## Nombre común
Balsero, barda, bardagera, bardaguera, garbatera, mimbre, mimbrera, orgaza, palera, ramal, sagallino, salce, salcera, salcino, salga, salgueira, salgueiro, salgueiru, salguera, salgueriza, salguero, salguero negro, salgueru, salguiru, salz, salzmimbre, salz mimbre, sanz, sao, sarga, sarga negra, sargón, sauce, sauce ceniciento, sauce prieto, sauz, tasillo, vardaguera, varguera, verguera, verguera negra, verguera silvestre, vimbrera, zalgatera, zao, zargatera, zauce, zauz.